# كلوروأسيتاميد
كلوروأسيتاميد أو 2-كلورو أسيتاميد هو مركب كلور عضوي له الصيغة الجزيئية ClCH2CONH2، ويكون على هيئة مادة صلبة عديمة اللون على الرغم من أن العينات القديمة منه كانت تظهر باللون الأصفر، وله رائحة مميزة وهو مادة قابلة للذوبان بسهولة في الماء.

## التحضير
يمكن تحضير مركب الكلوروأسيتاميد عن طريق إجراء تحلل النشادر لمركب إسترات حمض الكلورو أسيتيك، وهو التفعل الذي تصفه المعادلة التالية:
ClCH2CO2CH3  +  NH3   →   ClCH2C(O)NH2  +  CH3OH

## الاستخدامات
يُستخدم مركب الكلوروأسيتاميد كمبيد للأعشاب، وكمادة حافظة، كما يمكن أن يستخدم في صناعة الأدوية.

## التأثيرات الصحية
يُعتبر مركب الكلوروأسيتاميد مادة سامة تتسبب ملامستها بشكل مباشر في حدوث تهيج العينين والجلد، وقد تسبب رد فعل تحسسي، كما يشتبه في أن التعرض لمادة الكلوروأسيتاميد يمكن أن يتسبب في حدوث تسمم تناسلي وتشوهات للأجنة.